# Birdman
Birdman or (The Unexpected Virtue of Ignorance) és una pel·lícula estatunidenca d'humor negre del 2014 coescrita, produïda i dirigida per Alejandro González Iñárritu. És protagonitzada per Michael Keaton, Edward Norton, Emma Stone, Zach Galifianakis, Naomi Watts, Andrea Riseborough i Amy Ryan. Keaton interpreta un actor en hores baixes, famós pel seu antic paper de superheroi, que lluita per muntar una adaptació d'un relat de Raymond Carver a Broadway.
Birdman va obrir el 71è Festival Internacional de Cinema de Venècia, on es va estrenar el 27 d'agost del 2014 en competició pel Lleó d'Or. Als EUA la pel·lícula es va estrenar limitadament el 17 d'octubre del 2014, amb una estrena general posterior el 14 de novembre del mateix any. A Espanya la pel·lícula es va estrenar el 9 de gener del 2015.
La pel·lícula va ser nominada a set Globus d'Or en la seva 72a cerimònia del 2015, incloent el de millor pel·lícula musical o comèdia, millor director i millor banda sonora, guanyant el de millor guió. Michael Keaton va guanyar el Globus d'Or al millor actor, mentre que Edward Norton i Emma Stone van ser nominats pel de millor actor secundari i millor actriu secundària respectivament. En els Premis del Sindicat d'Actors dels EUA del 2015, Birdman va ser nominada en quatre categories, incloent la de millor repartiment de pel·lícula, millor actor per Keaton, millor actor de repartiment per Norton i millor actriu de repartiment per Stone. En la 87a edició dels Premis Oscar la pel·lícula va obtenir fins a nou nominacions, essent una de les més nominades, destacant la de millor pel·lícula, millor director i millors actors per Keaton, Norton i Stone. Finalment la pel·lícula va guanyar quatre Premis Oscar, incloent el de millor pel·lícula, millor director, millor guió original i millor fotografia.
La pel·lícula ha estat subtitulada al català per la plataforma Movistar +.

## Argument
Riggan Thomson (Michael Keaton) és un actor encasellat, famós per haver interpretat anys enrere el superheroi Birdman, que vol reinventar la seva carrera muntant una adaptació d'un relat de Raymond Carver a Broadway. Durant els dies previs a l'estrena de l'obra, Riggan lluita contra el seu propi ego per recuperar la seva família, la seva carrera d'actor i a si mateix.

## Repartiment
| Actor / actriu original | Personatge fictici                                   |
| ----------------------- | ---------------------------------------------------- |
| Michael Keaton          | Riggan Thomson / Birdman                             |
| Edward Norton           | Mike Shiner, un popular actor de Broadway            |
| Emma Stone              | Sam Thomson, la filla de Riggan i la seva assistenta |
| Zach Galifianakis       | Jake, l'advocat i amic de Riggan                     |
| Naomi Watts             | Lesley, actriu i parella de Mike                     |
| Andrea Riseborough      | Laura, actriu i parella de Riggan                    |
| Amy Ryan                | Sylvia, l'exdona de Riggan i la mare de Sam          |
| Lindsay Duncan          | Tabitha, una important crítica de teatre             |
| Merritt Wever           | Annie, la directora d'escena                         |
| Jeremy Shamos           | Ralph, l'actor que és reemplaçat per Mike            |
| Akira Ito               | Traductor                                            |

## Producció

### Rodatge i assajos

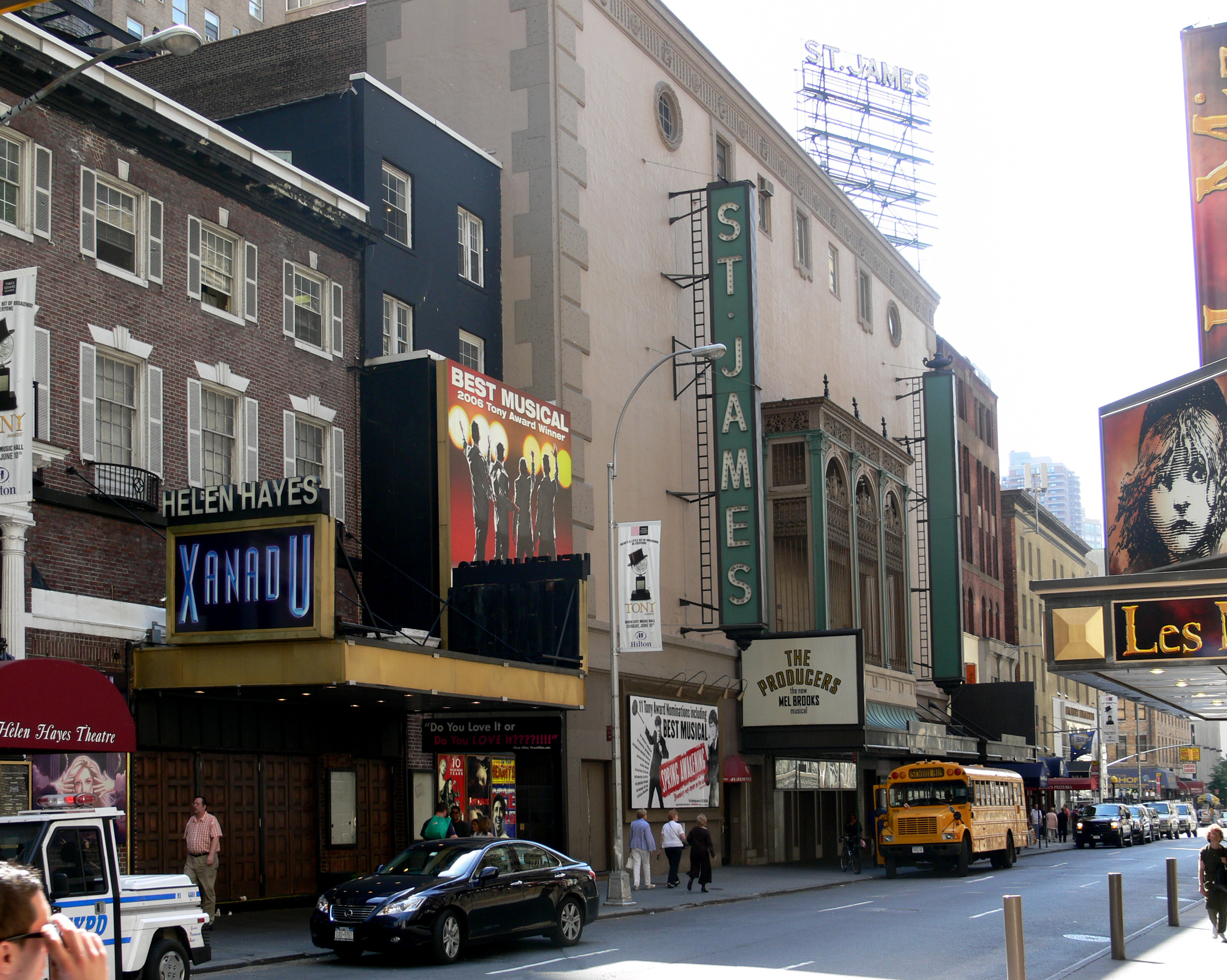
St. James Theatre de Broadway, Nova York

El rodatge principal de la pel·lícula va començar el març del 2013 a Nova York, filmant les escenes més destacades del teatre durant trenta dies entre l'abril i el maig del mateix any. Gran part de la pel·lícula va ser filmada a dins i al voltant del St. James Theatre, que està situat al 44th Street de la ciutat de Nova York. Les seqüències de la pel·lícula que transcorren a dins d'un bar proper al teatre van ser rodades al Rum House, que està situat al 47th Street. Posteriorment, gràcies a diversos retocs digitals, es va crear la il·lusió que el bar està ubicat a la cantonada del St. James.
D'acord amb el director de fotografia Emmanuel Lubezki, el treball de càmera i el muntatge de Birdman van ser manipulats per donar l'aparença que la pel·lícula està filmada en un únic i continu pla seqüència. Els guionistes han manifestat que la proposta d'un únic pla seqüència formava part de la idea inicial que tenia González Iñárritu per a la pel·lícula, malgrat els advertiments que van rebre que els desconsellava de filmar la pel·lícula d'aquesta manera.
Un cop finalitzada la redacció, Iñárritu va contactar amb l'amic i director de fotografia Emmanuel Lubezki per parlar de la seva idea per a la pel·lícula. Després de llegir el guió, Lubezki estava preocupat perquè Iñárritu li oferís el treball, ja que "[Birdman] tenia tots els elements d'una pel·lícula que no volia fer" (comèdia, treball d'estudi i llargues preses), però va canviar d'idea després d'un debat més llarg amb el director. Els dos havien treballat junts en publicitat i un curtmetratge en l'antologia To Each His Own Cinema, però no en cap pel·lícula. Lubezki volia estar segur que es tractava d'una decisió de la qual Rodrigo Prieto, fotògraf de tots els llargmetratges de Iñárritu, se sentia còmode, però després de rebre la seva benedicció, els dos es van dirigir a la pre-producció.
Lubezki estava preocupat que no s'hagués gravat cap pel·lícula en la forma en què el projecte Iñárritu preveia, el que significa que no hi hauria material de referència per investigar. Els dos van decidir que l'única forma d'aprendre a gravar-la seria gravar-se a ells mateixos, per la qual cosa van contractar un magatzem a Sony Studios, Los Angeles, i van construir un escenari de prova. La configuració era mínima. Els llençols i els estands s'utilitzaven per a les parets, mentre que la cinta i algunes peces de mobiliari marcaven àrees. Usant una càmera i altres elements, el duo treballava en la pel·lícula per veure si era possible. El fet d'adonar-se de que cap teatre podria acomodar l'intricada càmera que necessitaven, van contractar els Kaufman Astoria Studios a Nova York. Tot i així, Iñárritu va voler rodar en un teatre de Broadway, però hauria d'esperar fins a setmanes després de començar els assajos abans de garantir el teatre de St. James. Després van passar uns mesos dissenyant i fent "plans" de les preses i bloquejant les escenes, utilitzant els stand-up per llegir i passar el guió. La planificació era precisa. Iñárritu va dir que "no hi havia espai per improvisar". Tots els moviments, totes les línies, cada obertura de les portes, es van assajar en absolut ". Els actors van començar a assajar una vegada que es va completar aquest treball preliminar: segons Lubezki, amb els actors "una vegada que sabíem quin era el ritme de les escenes". Va descriure l'enfocament atípic "com una pel·lícula al capdavant on fa la postproducció abans de la producció".
Els editors Douglas Crise i Stephen Mirrione van participar en el projecte en aquesta etapa. Quan Iñárritu li va dir a Mirrone que planejava que Lubezki gravés les lectures de taula i els assaigs, va suggerir que les edités immediatament per descobrir què era i que no funcionava des del principi. L'edició també va permetre als editors debatre problemes amb el director, com la posició de les transicions nocturnes i altres moments de descans a la pel·lícula. El dissenyador de producció, Kevin Thompson, també va estar a la seva disposició i va dibuixar les escenes. La càmera requeria que molts elements del conjunt es construïssin d'una manera determinada. Per exemple, el mirall i el escriptori de maquillatge de Riggan van ser construïts perquè la càmera veiés el seu reflex. Thompson també va tenir en compte les necessitats dels treballadors, per exemple, dissenyant les escales una mica més amples per a l'estilització de la mida del peu Chris Haarhoff, l'operador de la Steadicam. Llavors va construir una plantilla del conjunt que construirien quan anessin a Nova York. Els guionistes també van participar en els assaigs, ajustant el guió per "assegurar-se que la pel·lícula era fluida i que no s'aturava".
Un cop feta la logística de les escenes i tenien el temps calculat, l'equip es va dirigir als Kaufman Studios per fer més assaigs, seguit del rodatge basat exclusivament a Nova York durant la primavera de 2013. Els estudis es van utilitzar per filmar les zones del backstage de la pel·lícula, inclòs el vestidor de Riggan i els passadissos del teatre. El St. James Theatre va ser usat durant dues setmanes; va ser la ubicació de les escenes escenogràfiques. Els segments de la barra es van gravar a The Rum House en el carrer 47, i el carrer 43 es va utilitzar per a la seqüència d'acció. La pel·lícula no va poder ser filmada cronològicament a causa de la programació amb el teatre. Al llarg de les ubicacions, inclòs l'estudi, les escenes es van encendre amb llum natural, ja que Lubezki volia que la pel·lícula "semblés el més naturalista possible". Les escenes de la nit es van poder filmar d'aquesta manera a causa de la brillantor de Nova York. Lubezki va trobar encendre les escenes com la part més difícil del seu treball en la pel·lícula. No només la il·luminació ha de ser realista, sinó que també s'ha de dissenyar perquè els moviments continus de la càmera no projectin les ombres de la tripulació cap als actors.
Al llarg del rodatge es van utilitzar càmeres Arri Alexa; una Alexa M va ser usat per a seqüències de mà, i una Alexa XT va ser connectada a una Steadicam. Tanmateix, tampoc no s'utilitzen matapassos. L'operador de Steadicam, Chris Haarhoff, va explicar aquesta decisió: "No vam voler que aquesta gran cosa negra llisqués al seu ullet. D'aquesta manera podríem estar molt a prop i treure la llum de la lent i cap a la cara de l'actor". Lubezki - qui va fer tota la càmera de mà - havia triat l'Alexa M perquè la càmera era molt petita i li permetia entrar en petits espais i prop dels actors, de vegades filmant a dues polzades de la cara de Keaton. La càmera també va permetre enregistrar durant un període tan llarg, necessari per a la presa de la pel·lícula, que Lubezki va arribar a dir que la pel·lícula no hagués estat possible fa anys. Les càmeres tenien les lens Leica Summilux-C o Zeiss Master Primes. Lubezki va afirmar que aquestes donaven imatges netes, dient: "Podeu tenir totes aquestes llums en el marc i no estan provocant una mala flamarada o coses així". En termes de mides, inicialment van triar una 21 mm, però això no va donar a Iñárritu la "intimitat" que volia. L'equip es va decidir per una Leica de 18 mm, que es va utilitzar per a la majoria de la pel·lícula. Només quan es necessitava l'èmfasi, van canviar la lent a 14 mm, però això era rar.
Malgrat tota la preparació, un dia de gravació típic començaria amb els assaigs. Aquests solien durar la majoria del matí, després de la qual cosa seguia la fotografia. El calendari meticulós de les escenes va significar que les preses es cancel·laven a causa dels més petits contratemps. Emma Stone, en una entrevista amb Jimmy Fallon, va recordar com una presa de sis minuts de l'escena on Riggan es troba per primer cop amb Mike es va arruïnar després de caminar una cantonada massa ràpid. Les preses també es repetien si el ritme d'una escena no era correcte per a Iñárritu, o si ell i Lubezki no estaven satisfets amb l'enquadrament d'una gravació. A mesura que es avançaven també es reduïren línies de guió, fet que donaria a Iñárritu més opcions durant la post producció. A causa d'això, la quantitat de preses per a una determinada escena era alta, generalment vint per a escenes més curtes, les preses funcionaven sense problemes al voltant de la quinzena. Chris Haarhoff ho va descriure com "una mena de dansa on tothom esperaria que intentés arribar al màxim en el mateix moment". Les localitzacions de vegades imposaven restriccions a la presa també; la seqüència en viu de Times Square es va gravar només dues vegades, ja que no volien cridar l'atenció dels turistes.

### Música
Antonio Sánchez, un conegut bateria de jazz, va compondre la banda sonora de la pel·lícula. L'àlbum de la banda sonora es va publicar el 14 d'octubre del 2014. Més tard, la pel·lícula va quedar desqualificada per a l'Oscar a la millor banda sonora a causa de les peces de música clàssica que conté, a part de la música composta per Sánchez.

## Premis i nominacions
| Any  | Premi               | Categoria                          | Receptor                                                                            | Resultat   |
| ---- | ------------------- | ---------------------------------- | ----------------------------------------------------------------------------------- | ---------- |
| 2014 | Festival de Venècia | Lleó d'Or                          |                                                                                     | Candidata  |
| 2015 | Oscar               | Millor pel·lícula                  |                                                                                     | Guanyadora |
| 2015 | Oscar               | Millor director                    | Alejandro González Iñárritu                                                         | Guanyador  |
| 2015 | Oscar               | Millor guió original               | Alejandro González Iñárritu Nicolás Giacobone Alexander Dinelaris Jr. Armando Bó Jr | Guanyadors |
| 2015 | Oscar               | Millor fotografia                  | Emmanuel Lubezki                                                                    | Guanyador  |
| 2015 | Oscar               | Millor actor                       | Michael Keaton                                                                      | Candidat   |
| 2015 | Oscar               | Millor actor secundari             | Edward Norton                                                                       | Candidat   |
| 2015 | Oscar               | Millor actriu secundària           | Emma Stone                                                                          | Candidata  |
| 2015 | Oscar               | Millor edició de so                | Martin Hernández Aaron Glascock                                                     | Candidats  |
| 2015 | Oscar               | Millor so                          | Jon Taylor Frank A. Montaño Thomas Varga                                            | Candidats  |
| 2015 | Globus d'Or         | Millor actor musical o còmic       | Michael Keaton                                                                      | Guanyador  |
| 2015 | Globus d'Or         | Millor guió                        | Alejandro González Iñárritu Nicolás Giacobone Alexander Dinelaris Jr. Armando Bó Jr | Guanyadors |
| 2015 | Globus d'Or         | Millor pel·lícula musical o còmica |                                                                                     | Candidata  |
| 2015 | Globus d'Or         | Millor director                    | Alejandro González Iñárritu                                                         | Candidat   |
| 2015 | Globus d'Or         | Millor actor secundari             | Edward Norton                                                                       | Candidat   |
| 2015 | Globus d'Or         | Millor actriu secundària           | Emma Stone                                                                          | Candidata  |
| 2015 | Globus d'Or         | Millor banda sonora original       | Antonio Sánchez                                                                     | Candidat   |
| 2015 | BAFTA               | Millor fotografia                  | Emmanuel Lubezki                                                                    | Guanyador  |
| 2015 | BAFTA               | Millor pel·lícula                  |                                                                                     | Candidat   |
| 2015 | BAFTA               | Millor director                    | Alejandro González Iñárritu                                                         | Candidat   |
| 2015 | BAFTA               | Millor actor                       | Michael Keaton                                                                      | Candidat   |
| 2015 | BAFTA               | Millor actor secundari             | Edward Norton                                                                       | Candidat   |
| 2015 | BAFTA               | Millor actriu secundària           | Emma Stone                                                                          | Candidata  |
| 2015 | BAFTA               | Millor guió original               | Alejandro González Iñárritu Nicolás Giacobone Alexander Dinelaris Armando Bó Jr     | Candidats  |
| 2015 | BAFTA               | Millor música                      | Antonio Sánchez                                                                     | Candidat   |
| 2015 | BAFTA               | Millor muntatge                    | Douglas Crise Stephen Mirrione                                                      | Candidats  |
| 2015 | BAFTA               | Millor so                          | Thomas Varga Martín Hernández Aaron Glascock Jon Taylor Frank A. Montaño            | Candidats  |